# Willi Schmidt (SA-Mitglied)
Karl Oswald Willi Schmidt (* 2. Mai 1907 in Friedelshausen, Kreis Meiningen, Sachsen-Meiningen; † 8. März 1972 in Freiburg im Breisgau) war ein deutscher SA-Führer.

## Leben und Wirken

### Jugend und Weimarer Republik (1907 bis 1933)
Willi Schmidt wuchs als Sohn des Kaufmanns Rudolf Schmidt und der Lina Arnold in Friedelshausen auf. Als Schmidt vierzehn Jahre alt war, siedelte die Familie nach Berlin über. Dort besuchte er die Albrecht-Dürer-Oberrealschule in Neukölln bis zur Tertia. Anschließend arbeitete er praktisch und im Büro des Wäschereibetriebes seines Vaters.
1924 begann Schmidt sich erstmals in Kreisen der politischen Rechten zu betätigen: In diesem Jahr wurde er Mitglied des völkischen Sportbundes Olympia, um dann am 25. November 1924 oder am 28. Januar 1925 in die Neuköllner Ortsgruppe des Bundes Oberland einzutreten. Nach der Auflösung des Bundes wurde Schmidt zum 15. März 1926 automatisch in die damals erstmals gegründete Berliner Sektion der nationalsozialistischen Sturmabteilung (SA) aufgenommen. In die NSDAP trat er erst am 1. Oktober oder 1. Dezember 1930 ein (Mitgliedsnummer 388.091).
Nach einem einjährigen Aufenthalt in Bayern im Jahr 1928 lebte Schmidt seit 1929 erneut in Neukölln oder Pankow. Im Berliner Raum wurde Schmidt, der in der SA unter dem Spitznamen „Schweinebacke“ bekannt wurde, in den Folgejahren als Rabauke und Schlägertyp berüchtigt, der auch polizeilich durch seine ständige Beteiligung an Straßen- und Saalschlachten der Nationalsozialisten mit Kommunisten und Sozialdemokraten auffiel. Vor 1933 war er fünfmal vorbestraft wegen Landfriedensbruchs, Sachbeschädigung, Waffenbesitzes und Körperverletzung. Der Gestapo-Chef Rudolf Diels beschrieb ihn nach 1945 als „die hervorragendste Totschlägergestalt der Berliner SA, ein origineller, gemütvoller Schwerverbrecher“. Der ihm zeitweise vorgesetzte Brigadeführer Schwarz attestierte ihm in einem übereinstimmenden Urteil „sämtliche schlechten Eigenschaften eines Landsknechtes“.
In SA-Kreisen galt Schmidt insbesondere als Spießgeselle des Adjutanten beziehungsweise Stabschefs der Berliner SA Karl Ernst. Ernst war es auch, der Schmidt am 1. April 1931 vom SA-Sturm 27 in die von ihm geführte Stabswache aufnahm. Im Frühjahr 1932 kam Schmidt im Rang eines Truppführers zum Stab der Berliner SA-Untergruppe Ost.

### Zeit des Nationalsozialismus

#### Anfangsjahre (1933 bis 1934)
Nach der nationalsozialistischen Machtergreifung im Frühjahr 1933 und der Ernennung Ernsts zum Führer der SA-Gruppe Berlin-Brandenburg wurde Schmidt Mitglied im dortigen Verbindungsstab der SA. Er galt dabei als der „Mann fürs Grobe“ in der „Kumpanei“ um Ernst.
Werner Schäfer, der Kommandant des KZ Oranienburg, der 1933 mit Schmidt zusammenarbeitete, beschrieb diesen als einen „außerordentlich rührigen und aktiven Nationalsozialisten“, der an der „Säuberung Berlins von gefährlichen roten Elementen durch persönlichen Einsatz wesentlichen Anteil“ gehabt habe.
Am 4. August 1933 übernahm Schmidt die Führung des SA-Sturmes 22/3. Am 1. Oktober desselben Jahres wurde er als Kriminalassistent ins Geheime Staatspolizeiamt übernommen, nachdem er zuvor einen dreimonatigen Ausbildungskursus absolviert hatte.
Am 30. Juni 1934 wurde Schmidt, damals im Rang eines SA-Hauptsturmführers dem SA-Sturm 51/3 zugeordnet, im Zusammenhang mit der Röhm-Affäre in Berlin verhaftet. Aus dem Dienst der Polizei schied er deshalb aus. Nach kurzer Haft im Hausgefängnis der Gestapo in der Prinz-Albrecht-Straße wurde er mit dem Verweis „keinesfalls zur Entlassung geeignet“ in das KZ Lichtenburg verbracht. Von dort wurde er nach einigen Monaten Haft schließlich wieder ins Gestapa verlegt und von dort auf freien Fuß gesetzt.
Nach seiner Haftentlassung war Schmidt bis zum 30. November 1935 Kraftfahrer und Ortsgruppenwalter bei der Deutschen Arbeitsfront. Anschließend war er erwerbslos, bis er im Oktober 1936 eine Stellung beim Amt für Volkswohlfahrt erhielt, wo er jedoch nach nur einer Woche aufgrund seiner erneuten Verhaftung durch die Gestapo wieder ausschied. In der SA ist er 1935 als Sturmhauptführer beim Sturm 10/3 nachweisbar.

##### Verwicklungen in politische Morde und in den Reichstagsbrand im Jahr 1933
Schmidt wurde mehrfach mit der Ermordung des prominenten Hellsehers Erik Jan Hanussen Ende März 1933 in Verbindung gebracht. Als gesichert gilt die Tatbeteiligung an der Tötung des Berliner Boxers Erwin Volkmar, der im April 1933 im Verlauf einer Schlägerei in Berlin-Neukölln erschossen wurde. In einem Kurzbericht der Gestapo unmittelbar nach dem Vorfall hieß es: „Der Schütze ist der Sturmführer Willi Schmidt, der z. Zt. des Vorfalls Parteiuniform trug.“
Ebenfalls gesichert ist die Beteiligung Schmidts an der Ermordung des Kommunisten Albrecht Höhler, der 1930 den SA-Sturmführer Horst Wessel erschossen hatte. Am 20. September 1933 will Schmidt von Karl Ernst telefonisch zum Polizeigefängnis am Alexanderplatz bestellt worden sein. Dort habe er Höhler zusammen mit Ernst, dem Gestapo-Chef Diels und einigen anderen von der Polizei übernommen und anschließend mit dem Automobil in ein Waldgebiet außerhalb von Berlin gebracht, wo man Höhler erschossen habe.
Nach einer im Jahr 1950 durch Diels aufgestellten – aber bisher nicht belegten – Behauptung entführte und ermordete Schmidt im November 1933 den ehemaligen SA-Angehörigen Adolf Rall. Dieser hatte seit 1932 im Zuchthaus eingesessen und 1933 bei seiner Vernehmung vor dem Haftrichter die SA als verantwortlich für den Reichstagsbrand vom Februar 1933 bezeichnet. Laut einem Artikel im Spiegel von 1961 wollte die SA Rall mundtot machen, um zu verhindern, dass er weitere, dem Ansehen der SA und des NS-Staates abträgliche Behauptungen aufstellen würde.
Schmidt wurde auch direkt mit dem eigentlichen Ereignis des Reichstagsbrandes in Verbindung gesehen. So behauptete beispielsweise Hans Bernd Gisevius, der später den Mord an Rall ausführlich beschrieb, Schmidt sei Mitglied eines SA-Kommandos gewesen, das unerkannt in das Reichstagsgebäude eingedrungen sei und es in Brand gesteckt habe. Diese Behauptung wurde in der wissenschaftlichen Literatur zum Reichstagsbrand von den Verfechtern einer nationalsozialistischen Urheberschaft des Brandes wiederholt aufgegriffen.

#### 1934 bis 1945
Obwohl im Zuge der Röhm-Affäre auch zahlreiche, Schmidt nahestehende SA-Führer wie Karl Ernst, Walter von Mohrenschildt und Daniel Gerth auf Befehl der Staatsführung erschossen worden waren, machte er in der Folgezeit keine Anstalten, seinen Lebenswandel zu ändern. Viel mehr fiel er bei seinen Vorgesetzten und bei den Behörden auch weiterhin in altbekannter Weise negativ auf. Die SA-Führung stellte bei disziplinarischen Untersuchungen fest, dass Schmidt sich wie früher schon regelmäßig betrank und in angetrunkenem Zustand Streitigkeiten und Schlägereien mit „Volksgenossen“ anfing.
So schlug Schmidt am 19. Februar 1936 den Gastwirt Emil Schüssel in dessen Lokal ins Gesicht und warf ihm ein Bierglas an den Kopf, mit dem Kommentar:
„Ich bin der bekannte SA-Führer in Berlin, Schweinebacke, du hast Glück, dass ich heute abend nicht in Form bin, sonst würdest du durch deine eigenen Scheiben hinausgehen.“
Einen ehemaligen preußischen Offizier pöbelte Schmidt bei gleicher Gelegenheit mit der Bemerkung an: „Ich bin königlich-preußischer Obersturmbannführer der SA“.
1935 wurde Schmidt wegen Zechprellerei gerichtlich bestraft. Einer Vorladung in anderer Sache leistete er 1936 keine Folge, so dass er gerichtlich vorgeführt werden musste. Später im selben Jahr folgte ein SA-Ehrenverfahren wegen Dienstvernachlässigung, Schuldenmachens, Nichtflaggen bei feierlichen Anlässen und Schlägereien. 
Durch ein Urteil der 12. Großen Strafkammer des Landgerichts Berlin vom 17. November 1936 wurde Schmidt schließlich wegen zwei Fällen von räuberischer Erpressung und schweren Raubes, die sich im April 1933 zugetragen hatten, vor Gericht gestellt und zu einer zweijährigen Haftstrafe verurteilt. Am 12. April 1938 erwirkte Philipp Bouhler, der Leiter der Kanzlei des Führers, die Unterbrechung der gegen Schmidt ergangenen Haftstrafe und die Aussetzung der Reststrafe mit dreijähriger Bewährungsfrist, so dass ihm die letzten sechs Monate seiner Strafe erlassen wurden.
Auf Entscheidung der II. Kammer des SA-Disziplinargerichts der OSAF vom 18. März 1938 wurde Schmidt unter Enthebung von Dienstgrad und Dienststellung strafweise dauernd aus der SA entlassen.
Der Berliner SA-Führer Hermann Walch führte 1937 – inzwischen Leiter des Strafgefangenenlagers, in dem Schmidt einsaß – in einer Beurteilung dessen ständige Zusammenstöße mit der Staatsgewalt darauf zurück, dass dieser „der Typ des Rabauken“ gewesen sei, der „nach der Machtergreifung die Umstellung“ nicht habe finden können. So sei es ihm nicht gelungen, „sich vom Staat bekämpfen auf den legalen Staatsaufbau umzustellen“. Die SA-Gruppe Berlin-Brandenburg kam zur selben Zeit in einem Urteil über Schmidt zu dem Ergebnis, dass diesem seine eigene „Schlägerleidenschaft“, die er nicht zu bändigen gewusst habe, zum Verhängnis geworden sei.
Nach seiner Haftentlassung im Herbst 1938 arbeitete Schmidt als Angestellter (Ortsgruppenverwalter) bei der Deutschen Arbeitsfront Ortsgruppe Richardplatz in Berlin-Neukölln und für die NS-Volkswohlfahrt, für die er bereits im Oktober 1936 eine Woche lang tätig gewesen war.
Am 4. Juli 1938 wurde Schmidt auf Entscheidung des Gaugerichts Berlin aus der NSDAP ausgeschlossen. Ein Antrag Schmidts auf gnadenweise Wiederaufnahme in die Partei im Jahre 1939 wurde am 24. Mai 1939 von der Kanzlei des Führers abgelehnt, da die seinem Ausschluss zugrunde liegenden Verfehlungen auch bei Berücksichtigung seiner Verdienste so schwer seien, dass er nicht wieder aufgenommen werden könne. Zuvor hatten der stellvertretende Gauleiter von Berlin, Artur Görlitzer, das Gaugericht Berlin und die SA der Kanzlei empfohlen, den Antrag abzulehnen. Ihm wurde aber in Aussicht gestellt, dass er bei langjähriger einwandfreier Lebensführung und tatkräftiger Mitarbeit in den der Partei angeschlossenen Verbänden in der Zukunft erneut, und dann mit besseren Erfolgsaussichten, mit einem Gnadengesuch an die Kanzlei des Führers herantreten könnte.
Schmidt war seit 1934 mit Elfriede Erika Pallagst verheiratet. Das Paar lebte in der Parchimer Allee 91 in Berlin-Britz, trennte sich jedoch bald wieder. Aus der Ehe gingen mindestens zwei Kinder (* 1934 und 1936) hervor.

### Nachkriegszeit
1968 wurde Schmidt von den Ermittlungsbehörden in der Mordsache Albrecht Höhler aufgespürt und verhört. Zu dieser Zeit leitete Schmidt, inzwischen wieder verheiratet und Vater weiterer Kinder, ein Pflegeheim in Berlin-Heiligensee. Da Schmidt aber nur Beihilfe zum Mord an Höhler nachgewiesen werden konnte – was im Gegensatz zu Mord bereits verjährt war –, wurde keine Anklage gegen ihn erhoben.

## Überlieferung
Im Bundesarchiv haben sich diverse Personalunterlagen zu Schmidt erhalten, so eine Personalakte des Amtes für Volkswohlfahrt (Bundesarchiv Lichterfelde: NS 37/3837) , ssowie verschiedene Akten im Bestand des ehemaligen Berlin Document Center (SA-P-Mikrofilm D 243, Bilder 605-2918; OPG-Mikrofilm I 39, Bilder 185-242).